# Reinheim
Reinheim è una città tedesca, nel Land dell'Assia.

## Amministrazione

### Gemellaggi
Reinheim è gemellata con:
- Cestas, dal 1982
- Fürstenwalde, dal 1989
- Licata, dal 2001
- Sanok, dal 1994